# NGC 3506
NGC 3506 هي مجرة حلزونية تقع في كوكبة الأسد. تبعد حوالي 300 مليون سنة ضوئية من الأرض، ونظرا لأبعادها الظاهرة فإن NGC 3506 تبعد حوالي 115,000 سنة ضوئية. المجرة لديها اثنين من الأذرع الحلزونية الرئيسية ذات سطوع عالي. وينقسم الذراع الواحد إلى أربعة أقواس حلزونية.
وقد رصد مستعران أعظميان في المجرة - SN 2003L (نوع-Ic) -و 2017dfq (نوع-Ia, قدرة. 15.3 ). طيف SN 2003L يظهر تسلسل أزرق نسبيا، تهيمن عليه خطوط P-Cyg القوية من (Ca II (H and K و Fe II والأضعف نسبيا خط Si II 635.5 نانومتر كان مرئيا أيضا. وتعتبر NGC 3506 مجرة معزولة.

## وصلات خارجية
- NGC 3506 على موقع ويكي سكاي: DSS2, SDSS, GALEX, IRAS, Hydrogen α, X-Ray, Astrophoto, Sky Map, Articles and images